# Paper (låt av Svala)
Paper är en låt framförd av sångerskan Svala. Låten är skriven och producerad av Einar Egilsson, Lester Mendez, Lily Elise samt artisten själv. Den kommer att representera Island i den första semifinalen av Eurovision Song Contest 2017, med startnummer 13.